# Pseudonepanthia grangei
Pseudonepanthia grangei är en sjöstjärneart som först beskrevs av McKnight 200.  Pseudonepanthia grangei ingår i släktet Pseudonepanthia och familjen Asterinidae. Inga underarter finns listade i Catalogue of Life.